# کنچو کیمیتسو
کنچو کیمیتسو (به ژاپنی: 堅中圭密 Kenchū Keimitsu)؛ زادهٔ) دیپلمات اهل ژاپن، راهب ذن در دوره موروماچی عضو هیئت‌های اعزامی ژاپنی به مینگ چین بود.